# Sechs Kies
Sechs Kies (hangul: 젝스키스) är ett sydkoreanskt pojkband bildat 1997 av DSP Media. Sechs Kies var först aktiva till år 2000 men återvände 2016 och är aktiva igen under YG Entertainment.
Gruppen debuterade som sex medlemmar men idag har fem aktiva medlemmar, Eun Ji-won, Lee Jai-jin, Kim Jae-duck, Kang Sung-hun, Ko Ji-yong och Jang Su-won. är inte aktiv i Sechskies kampanjer.

## Medlemmar
| Födelsenamn   | Födelsenamn | Födelsedatum     | Medlemstid           |
| Romanisering  | Hangul      | Födelsedatum     | Medlemstid           |
| Nuvarande     | Nuvarande   | Nuvarande        | Nuvarande            |
| ------------- | ----------- | ---------------- | -------------------- |
| Eun Ji-won    | 은지원      | 8 juni 1978      | 1997-2000, 2016-idag |
| Lee Jai-jin   | 이재진      | 13 juli 1979     | 1997-2000, 2016-idag |
| Kim Jae-duck  | 김재덕      | 7 augusti 1979   | 1997-2000, 2016-idag |
| Kang Sung-hun | 강성훈      | 22 februari 1980 | 1997-2000, 2016-idag |
| Ko Ji-yong    | 고지용      | 1 juli 1980      | 1997-2000            |
| Jang Su-won   | 장수원      | 16 juli 1980     | 1997-2000, 2016-idag |

## Diskografi

### Album
| Albuminformation                                                      | Topplacering          |
| Albuminformation                                                      | Sydkorea (Gaon Chart) |
| --------------------------------------------------------------------- | --------------------- |
| School Byeolgok (Studioalbum) - Släppt: 14 maj 1997                   | —                     |
| Welcome to the Sechskies Land (Studioalbum) - Släppt: 1 november 1997 | —                     |
| Road Fighter (Studioalbum) - Släppt: 15 juli 1998                     | —                     |
| Special Album (Studioalbum) - Släppt: 30 oktober 1998                 | —                     |
| Com'Back (Studioalbum) - Släppt: 9 september 1999                     | —                     |
| 2016 Re-ALBUM (Studioalbum) - Släppt: 1 december 2016                 | 2                     |
| The 20th Anniversary (Studioalbum) - Släppt: 28 april 2017            | 3                     |

### Singlar
| År   | Titel         | Topplacering          |
| År   | Titel         | Sydkorea (Gaon Chart) |
| ---- | ------------- | --------------------- |
| 2016 | "Three Words" | 1                     |
| 2016 | "Couple"      | 2                     |
| 2016 | "Heartbreak"  | 39                    |
| 2016 | "Chivalry"    | 49                    |
| 2017 | "Be Well"     | 1                     |
| 2017 | "Sad Song"    | 14                    |